# Station F

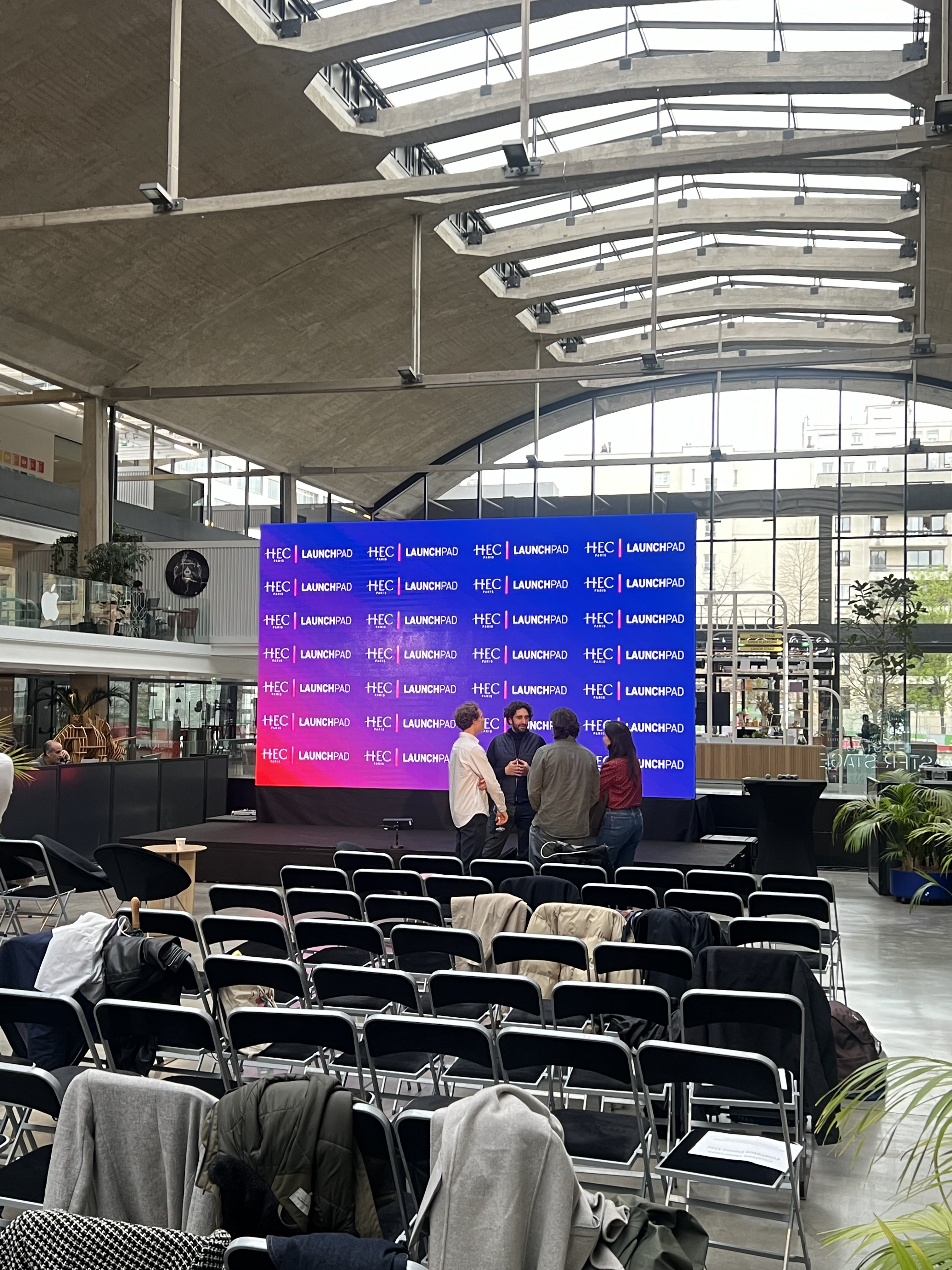
HEC Paris Startup Launchpad Demo Day 2024

Station F — бізнес-інкубатор для стартапів, розташований у 13-му окрузі Парижа. Він відомий як найбільший у світі стартап-центр.
Розташоване в колишньому залізничному товарному депо, раніше відомому як la Halle Freyssinet (звідси «F» на Station F). Об'єкт площею 34 000 м2 (370 000 кв. футів) був офіційно відкритий президентом Еммануелем Макроном у червні 2017 року та надає офісні приміщення для до 1000 компаній-початківців і компаній на ранніх стадіях розвитку, а також для корпоративних партнерів, таких як Facebook, Microsoft і Naver.
Станція F має низку партнерів для програм стартапів, спрямованих на підприємців. Партнерами є Google, Ubisoft і Zendesk.
Кампус є партнером різних шкіл, таких як HEC Paris, найкраща європейська бізнес-школа.